# (1034) Mozartia
(1034) Mozartia ist ein Asteroid des Hauptgürtels, der am 7. September 1924 vom russischen Astronomen Wladimir Alexandrowitsch Albizki am Krim-Observatorium in Simejis bei einer Helligkeit von 13 mag entdeckt wurde.
Benannt ist der Asteroid nach dem Komponisten Wolfgang Amadeus Mozart.